# San Marino en los Juegos Olímpicos de Lillehammer 1994
San Marino estuvo representado en los Juegos Olímpicos de Lillehammer 1994 por tres deportistas masculinos que compitieron en dos deportes.
El portador de la bandera en la ceremonia de apertura fue el piloto de bobsleigh Dino Crescentini. El equipo olímpico sanmarinense no obtuvo ninguna medalla en estos Juegos.